# Bárbara Iglesias
Bárbara Iglesias (Arcade, Pontevedra, 1992) es una piloto de bobsleigh española que en el año 2012 se convirtió en la primera mujer española en participar en una prueba oficial de la especialidad durante la disputa de la prueba correspondiente a Copa de Europa en Igls, Austria.

## Biografía
Bárbara comenzó participando en deportes de inercia como las carrilanas o las "gravity bikes", No tardó en llamar la atención de Javier Piquero que le propuso formar parte del primer equipo femenino español de bobsleigh de la historia junto a la asturiana Noemi Pérez.
Siendo esta especialidad deportiva tan minoritaria tanto en Galicia como en el resto de España, los medios con los que cuenta son escasos y la distancia con los países punteros a nivel mundial es muy grande. Desde el año 2013 la expiloto Oxana Tatchina se unió al equipo español cómo entrenadora, aportándole a Bárbara y al resto del equipo a su experiencia acumulada durante muchos años representando a Rusia en la élite del bobsleigh mundial.
En torno la historia de Bárbara gira el documental O Tempo Futuro (2016), que sigue los pasos de la deportista a lo largo de una temporada. 
Al finalizar la temporada 2014-15 deja abre un paréntesis su carrera deportiva al no recibir el apoyo de la Federación Española de Deportes de Hielo.